# Ubuntu
Ubuntu (fon. /u’buntu/) je jedan od računalnih operacijskih sustava sličnih Unixu.
Ubuntu je nastao kao izvedenica sustava Debian GNU/Linux, koji pak mnoge temeljne komponente preuzima iz projekta GNU i koristi Linux kao jezgru (eng. kernel) operacijskog sustava.
Ubuntu za osobna računala također standardno sadrži grafičko korisničko sučelje (eng. graphical user interface, GUI).
Ubuntu je građen od mnogo dijelova koji se nazivaju softverski paketi a skupljeni su u nekoliko kolekcija softvera, t.zv. distribucija, koje uz operacijski sustav sadrže i aplikacijski softver za različite namjene. Komponente koje sačinjavaju distribucije Ubuntua pripadaju gotovo u potpunosti slobodnom softveru.
Projekt Ubuntu vodi tvrtka Canonical Ltd. koju je osnovao južnoafrički biznismen Mark Shuttleworth, no kako se radi o slobodnom softveru, u projektu sudjeluju i mnogi neovisni programeri i suradnici povezani u zajednicu Ubuntu (eng. Ubuntu community).
Naziv Ubuntu dolazi od afričkog filozofskog koncepta ubuntu koji se može prevesti kao "humanost prema drugima".
Ubuntu najviše pažnje posvećuje lakoći instaliranja i korištenja, slobodi od bilo kakvih ograničenja te ustaljenom rasporedu izdavanja novih inačica.

## Povijest i razvoj
Prva inačica Ubuntua, izašla 20. listopada 2004., nastala je račvanjem (eng. fork) iz projekta Debian GNU/Linux s ciljem da se ubrza izdavanje novih inačica u odnosu na Debian. Ubuntuovi softverski paketi uglavnom se temelje na nestabilnim (eng. unstable) inačicama Debianovih paketa. Ubuntu koristi Debianov format deb za softverske pakete i iste alate za upravljanje paketima. Međutim, paketi za Debian i Ubuntu nisu uvijek međusobno binarno kompatibilni.
Mnogi programeri Ubuntua također održavaju ključne Debianove pakete te postoji suradnja između ta dva projekta.
Za razliku od nekih drugih izvedenica Debiana koje u većoj mjeri sadrže vlasnički softver, Ubuntu je ostao vrlo blizak filozofiji Debiana te sadrži prvenstveno slobodni softver.
Ubuntu financira tvrtka Canonical Ltd. Mark Shuttleworth i Canonical Ltd. objavili su 8. srpnja 2005. osnivanje Zaklade Ubuntu s početnim prilogom u iznosu od 10 milijuna američkih dolara. Svrha te Zaklade je osigurati dugotrajnu podršku za Ubuntu te njegov razvoj bez obzira na komercijalne interese tvrtke Canonical.

## Značajke
Ubuntu stavlja naglasak na upotrebljivost, sigurnost i stabilnost. Osnovno izdanje, Ubuntu Desktop, koje je namijenjeno za osobna računala, sadrži grafičko korisničko sučelje GNOME, no neke izvedenice (npr. Kubuntu, Xubuntu i Ubuntu MATE) koriste neka druga grafička korisnička sučelja. Ubuntu Desktop je do inačice 17.04 koristio Unity kao grafičko korisničko sučelje, no od inačice 17.10 ono više nije na raspolaganju. Kao osnova za grafičko radno okruženje koristi se sustav X Window.
Za poslužiteljska računala namijenjen je Ubuntu Server koji ne sadrži grafičko korisničko sučelje, a za samostalne uređaje i robote namijenjen je Ubuntu Core koji je još više minimizirano izdanje Ubuntua. Ubuntu se može instalirati izravno na računalo s jednom od podržanih platformi ili pak na virtualno računalo te se često koristi za računarstvo u oblaku.
Instaliranje Ubuntua na računalo može se napraviti s tzv. Live medija koji omogućava da se Ubuntu pokrene izravno s medija i tako isproba prije instalacije, npr. u svrhu ispitivanja kompatibilnosti s hardverom.
Sav softver koji sačinjava distribucije Ubuntua može se slobodno dohvatiti sa softverskih repozitorija na Internetu koristeći neki od programa za tu namjenu. Budući da su mnogi softverski paketi u stalnom razvoju, redovito je potrebno instalirane pakete nadograđivati na nove inačice koje ispravljaju uočene greške, uklanjaju sigurnosne propuste ili dodaju nove mogućnosti.
Ubuntu Desktop se standardno instalira s više popularnih aplikacija kao što su uredski paket LibreOffice, web-preglednik Mozilla Firefox, program za rad s e-poštom Mozilla Thunderbird i grafički editor GIMP. Tisuće drugih aplikacija mogu se dodati sa softverskih repozitorija.
Ubuntu je prilagođen za globalno tržište te podržava internacionalizaciju i lokalizaciju (eng. internationalization and localization), tj. omogućava da se instalirani programi prilagode jeziku i regiji koje korisnik izabere. Pretpostavljeni kodni zapis na sustavu je UTF-8 koji omogućava korištenje i nelatiničnih znakova u tekstu. U svrhu povećanja sigurnosti Ubuntu koristi alat sudo koji običnim korisnicima privremeno daje administrativna prava na sustavu čime je omogućeno da superkorisnički račun root bude zaključan te je znatno smanjena mogućnost da neiskusni korisnik napravi promjene koje bi bile katastrofalne za rad sustava ili bi mu ugrozile sigurnost.
| Minimalni hardverski zahtjevi za PC računalo | Ubuntu Server  | Ubuntu Desktop |
| -------------------------------------------- | -------------- | -------------- |
| Arhitektura procesora                        | AMD64 (x86-64) | AMD64 (x86-64) |
| Frekvencija procesora                        | 1 GHz          | 2 GHz          |
| RAM                                          | 1 GiB          | 4 GiB          |
| Slobodnog prostora na tvrdom disku           | 2,5 GB         | 25 GB          |

## Inačice
| Inačica   | Kodno ime       | Datum izdavanja     | Podržana do                             |
| --------- | --------------- | ------------------- | --------------------------------------- |
| 14.04 LTS | Trusty Tahr     | 17. travnja 2014.   | travnja 2019. (LTS) travnja 2024. (ESM) |
| 16.04 LTS | Xenial Xerus    | 21. travnja 2016.   | travnja 2021. (LTS) travnja 2026. (ESM) |
| 18.04 LTS | Bionic Beaver   | 26. travnja 2018.   | travnja 2023. (LTS) travnja 2028. (ESM) |
| 20.04 LTS | Focal Fossa     | 23. travnja 2020.   | travnja 2025. (LTS) travnja 2030. (ESM) |
| 22.04 LTS | Jammy Jellyfish | 21. travnja 2022.   | travnja 2027. (LTS) travnja 2032. (ESM) |
| 23.04     | Lunar Lobster   | 20. travnja 2023.   | siječanj 2024.                          |
| 23.10     | Mantic Minotaur | 12. listopada 2023. | srpanj 2024.                            |

Nova inačica Ubuntua izlazi svakih šest mjeseci a označava se oznakom u obliku GG.MM pri čemu je GG godina izdanja umanjena za 2000, a MM je broj mjeseca izdanja pisan s vodećom nulom. Npr. Ubuntu koji je izašao u travnju 2022. ima oznaku 22.04. Uz to svaka inačica dobiva kodno ime koje se sastoji od pridjeva i imena životinje (na engleskom) koji oba počinju istim slovom. Npr. Ubuntu 22.04 dobio je kodno ime Jammy Jellyfish (džemasta meduza). Kodna imena, osim za prve tri inačice, redaju se po engleskoj abecedi pa je lako zaključiti koja inačica je novija.
Nova inačica Ubuntua službeno je podržana sljedećih 9 mjeseci, no svaka četvrta inačica ima podršku produženu na pet godina te se označava dodatnom oznakom LTS (eng. long term support). Nadogradnja Ubuntua na novu inačicu moguća je samo između dviju uzastopnih inačica (npr. s 20.10 na 21.04) ili između uzastopnih inačica s produženom podrškom (npr. 20.04 LTS na 22.04 LTS).
Za inačice s produženom podrškom, koje moraju ostati u funkciji i nakon isteka produžene podrške, Canonical nudi pretplatu na produženo sigurnosno održavanje (eng. extended security maintenance (ESM)) za dodatnih pet godina.

## Izvedenice
Službena izdanja Ubuntua (Desktop, Server i Core) priprema i održava tvrtka Canonical u suradnji sa zajednicom Ubuntu, a potpunu podršku za ta izdanja pružaju Canonical i njegovi partneri kao i zajednica.
Za osobna računala uz službeno izdanje Ubuntu Desktop još su službeno podržane sljedeće varijante koje se razlikuju po vrsti grafičkog radnog okruženja te po skupu početno instaliranih programa:
- Kubuntu - koristi grafičko radno okruženje KDE.
- Lubuntu - koristi grafičko radno okruženje LXDE te ima manje hardverske zahtjeve nego Ubuntu.
- Xubuntu - koristi grafičko radno okruženje Xfce te ima manje hardverske zahtjeve nego Ubuntu.
- Ubuntu MATE - koristi grafičko radno okruženje MATE.
- Ubuntu Cinnamon - koristi grafičko radno okruženje Cinnamon.
- Ubuntu Budgie - koristi grafičko radno okruženje Budgie.
- Ubuntu Unity - grafičko radno okruženje Unity.
- Ubuntu Studio - sadrži softver za uređivanje i stvaranje multimedijalnih sadržaja.
- Edubuntu - Ubuntu dizajniran za korištenje u školama.
- Ubuntu Kylin - Ubuntu za kinesko tržište.

Postoje i mnoge druge distribucije Ubuntua, tzv. izvedenice (eng. derivatives) koje pripremaju i održavaju pojedinci i organizacije neovisne o Canonicalu koji u većoj ili manjoj mjeri surađuju sa zajednicom Ubuntu.
Za Ubuntu i njegove izvedenice postoje dvije glavne vrste korisničke podrške:
- profesionalna podrška na komercijalnoj osnovi (uz naplatu) koju nudi Canonical i njegovi partneri za službeno podržana izdanja softvera;
- besplatna podrška koja uključuje besplatnu dokumentaciju i podršku od zajednice korisnika (eng. free community support) kroz tehnički sustav Launchpad, internetske forume i slično.

## Klasifikacija paketa
Ubuntu dijeli sav softver u četiri klase, zvane komponente, koje se razlikuju po licenciranju i razini dostupne podrške od strane Canonicala:
|           | slobodni softver | vlasnički softver |
| --------- | ---------------- | ----------------- |
| podržan   | Main             | Restricted        |
| nepodržan | Universe         | Multiverse        |

Komponenta Main sadrži samo slobodni softver za kojeg Canonical daje punu tehničku podršku. Tu su uključene najpopularnije i najpouzdanije aplikacije od kojih se mnoge instaliraju tijekom normalne instalacije Ubuntua.
Komponenta Restricted sadrži mali skup vlasničkog softvera koji može biti potreban za instaliranje Ubuntua na popularni hardver. Uglavnom su to pogonski programi (eng. drivers) za neke hardverske komponente (npr. grafičke kartice). Razina podrške za taj softver je niža jer njegov izvorni kod nije javno dostupan (iako se može slobodno distribuirati zajedno s Ubuntom).
Komponenta Universe sadrži veliku količinu ostalog slobodnog softvera kojeg podržava zajednica korisnika iako ga Canonical ne podržava u potpunosti.
Komponenta Multiverse sadrži softver koji ne zadovoljava Ubuntuove uvjete slobodnog softvera. Prilikom instaliranja takvih programa potrebno je provjeriti licencne uvjete koje je postavio vlasnik licencnih prava. Canonical ne daje podršku za taj softver.
Uz navedene standardne komponente Ubuntu sadrži i repozitorij za tzv. backport, tj. za ažuriranje softvera iz neke inačice Ubuntua s nadogradnjama iz novijih inačica.
Taj repozitorij nije obiman i sadrži većinom aplikativni softver za koje korisnici traže backport. Softverski paketi koji ulaze u taj repozitorij prolaze manje strogo testiranje pa su općenito manje stabilni od paketa u stabilnoj distribuciji.

## Prihvat od strane korisnika
Ubuntu je nagrađen nagradom čitatelja kao najbolja Linux distribucija na konferenciji LinuxWorld Expo UK 2005
a također je često bio pozitivno ocjenjivan na internetskim i tiskanim publikacijama.
Na konferenciji InfoWorld 2007 osvojio je nagradu Bossie (eng. Best of Open Source Software) kao najbolji otvoreni klijentski operacijski sustav.
Ministarstvo obrazovanja i znanosti Republike Makedonije donijelo je plan za implementaciju više od 180.000 računala sa sustavom Edubuntu u osnovne i srednje škole u sklopu projekta "Računalo za svako dijete".
Francuska policija počela je 2009. godine projekt uvođenja Ubuntua na 90.000 osobnih računala, koja su do tada koristila Microsoft Windows XP, do 2015. uz uštedu od 70% na proračunu za informacijsku tehnologiju bez smanjenja računalnih mogućnosti.
U siječnju 2009. New York Times izvijestio je da Ubuntu koristi preko 10 milijuna korisnika,
a u lipnju 2009. ZDNet izvijestio je da u cijelom svijetu ima 13 milijuna aktivnih korisnika Ubuntua te da njegovo korištenje raste brže nego kod bilo koje druge distribucije.
Stranice W3Techs navode u statistici operacijskih sustava za web poslužitelje da Ubuntu s 33,7% zauzima prvo mjesto među operacijskim sustavima koji se temelje na Linuxu, a koji se pak koristi na 40,3% svih web poslužitelja na svijetu.

## Galerija
- Radna površina sustava Ubuntu 10.04
- Compizov efekt Shift Switcher na Ubuntuu 10.10
- Compizov efekt rotirajuće kocke na Ubuntuu 12.04
- Radna površina sustava Ubuntu 16.04 s grafičkim sučeljem Unity

## Također pogledajte
- Linux distribucija
- Debian
- Gobuntu
- Goobuntu
- BackTrack

## Vanjske poveznice

### Službene internetske stranice
- (engl.) Ubuntuova službena stranica
- (engl.) Ubuntuov wiki
- (engl.) Pomoć za korištenje Ubuntua

### Neslužbene stranice
- (hrv.) Stranica Udruge Ubuntu korisnika u Hrvatskoj